# Kerry blue teriér
Kerry blue teriér je psí plemeno původem z Irska.

## Historie
Předkové Kerry blue teriéra se dnešnímu kulturnímu plemeni příliš nepodobali. Nelišili se ani tak stavbou těla, jako osrstěním, respektive její úpravou. Oblastí vzniku Kerry blue teriéra moderního typu bylo hrabství Kerry v Irsku. V roce 1887 byla poprvé vypsána na výstavě psů v Limericku zvláštní třída pro stříbrné zbarvené Irské teriéry. Standard plemene byl schválen až v roce 1922, takže Kerry blue teriér patří mezi relativně mladá plemena.[zdroj⁠?!]

## Povaha
Na rozdíl od většiny teriérů je Kerry blue teriér klidný, rozvážný a méně ostrý. To ovšem neznamená že by byl Kerry blue teriér bez temperamentu. Milovníky společenských plemen si získal věrností, příchylností k pánovi a jeho rodině, učenlivostí s vrozenou inteligencí.[zdroj⁠?!] Svého pána může bez problémů bránit, pevné svaly a dostatečná síla mu to umožňují. Má velmi rád agility.[zdroj⁠?!]